# Agoraphobic Nosebleed
Gli Agoraphobic Nosebleed sono un gruppo musicale grindcore nato nel 1994 nel Massachusetts.

## Storia
La formazione è cambiata ripetutamente durante gli anni, col solo Scott Hull (chitarra, basso, programmazione della batteria), chitarrista anche dei Pig Destroyer, come componente fisso. L'attuale formazione comprende Jay Randall e  Katherine Katz alla voce, Richard Johnson e Carl A. Schultz in aiuto a Hull.
Lo stile degli Agoraphobic Nosebleed è solitamente descritto come cybergrind, un grindcore con l'utilizzo di drum machine e con l'aggiunta di suoni elettronici. L'utilizzo di drum machine permette alla band di suonare canzoni con tempi di centinaia di BPM. I testi sono politicamente scorretti, e parlano dell'utilizzo di droghe, di violenza e della nostra società.
La band è celebre anche per la durata delle canzoni: Il loro album Altered States of America contiene 100 tracce in meno di 20 minuti, con molte canzoni che durano una manciata di secondi, e solo una che raggiunge il minuto di durata.
All'inizio del 2016 la band inizia un progetto di 4 album indipendenti, ognuno dei quali sarà curato da un membro diverso del gruppo che ne sceglierà le sonorità metal che più lo hanno influenzato. Il primo è Arc, contenente 3 brani doom/sludge scritti e curati dalla cantante Katherine Katz, che fa tesoro della sua passata esperienza nei Salome. I testi riportano le forti e controverse emozioni provate da Katherine durante le fasi finali della malattia che affligge la madre, fino alla sua morte.

## Discografia
Album in studio
- 1998 - Honky Reduction
- 2002 - Frozen Corpse Stuffed with Dope
- 2004 - Altered States of America
- 2009 - Agorapocalypse

Demo
- 1995 - 30 Song Demo

Remix
- 2006 - PCP Torpedo/ANbRX

EP
- 1996 - Agoraphobic Nosebleed
- 1997 - Agoraphobic Nosebleed
- 1998 - PCP Torpedo
- 2006 - The Glue that Binds Us
- 2007 - A Clockwork Sodom
- 2011 - Make a Joyful Noise
- 2016 - Arc

Split
- 1997 - Agoraphobic Nosebleed / Cattlepress
- 1997 - Agoraphobic Nosebleed / Enemy Soil
- 1997 - Agoraphobic Nosebleed / Laceration
- 1998 - Agoraphobic Nosebleed / Gob
- 1999 - The Poacher Diaries (con i Converge)
- 2001 - Agoraphobic Nosebleed / Benümb
- 2002 - Agoraphobic Nosebleed / Halo
- 2007 - Agoraphobic Nosebleed / Kill the Client
- 2007 - Domestic Powerviolence (con gli Apartment)
- 2007 - Agoraphobic Nosebleed / Total Fucking Destruction
- 2008 - Agoraphobic Nosebleed / Insect Warfare
- 2009 - Agoraphobic Nosebleed / Crom
- 2009 - Agoraphobic Nosebleed / Endless Blockade
- 2010 - Agoraphobic Nosebleed / A.N.S. 5
- 2011 - And On And On... (con i Despise You)

Raccolte
- 2005 - Bestial Machinery (Discography Volume 1)